# Oost-Indische inkt

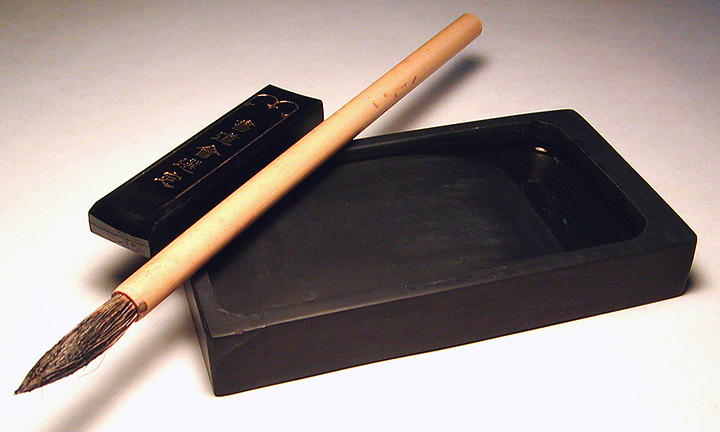
Oosterse inkt in vaste vorm, met behulp van een inktsteen en een inktstaaf.

Oost-Indische inkt, in België ook bekend als Chinese inkt, is een lichtechte diepzwarte inkt die veel door kunstenaars wordt gebruikt. Voordat de computer zijn intrede deed op de tekenkamer werd deze inkt daar ook gebruikt voor het maken van technische tekeningen op calqueerpapier. Het is een van de oudst bekende soorten inkt.
De inkt bestaat uit losse moleculen koolstof (roet) die door wrijving in water zijn gesuspendeerd en zich blijvend in colloïdale suspensie bevinden. Er is geen bindmiddel, Arabische gom of een soortgelijke stof nodig om na het drogen deeltjes aan het papier en aan elkaar te binden. De moleculen slaan na droging van het water op de drager neer in een brosse koolstoffilm die niet door water opgelost kan worden.
De naam "Oost-Indische inkt" werd en wordt echter voor allerlei inkten gebruikt waar roet (lampenzwart) in zit en de meeste daarvan hadden wel degelijk Arabische gom of schellak als bestanddeel om de film minder bros te maken. In het eerste geval vermindert dat echter de watervastheid, schellak is zelf ook watervast.
Hoewel de gebruikelijke vorm van Oost-Indische inkt vloeibaar is, kwam deze inkt vroeger in de handel in de vorm van blokjes die op een inktsteen fijngewreven werden met water. Deze blokjes werden gevormd door het roet met een gom te mengen, de taaie massa in stukken te snijden en deze brokken te bakken. Traditioneel bevatte de inkt hierdoor een gombestanddeel.
Zelfs na eeuwen verbleekt de inkt niet omdat pure koolstof niet door het licht kan worden afgebroken. Ook op zeer afgesleten papyri en perkamenten is het nog mogelijk de tekst te lezen, al gaat dat vaak belangrijk beter met behulp van infrarood licht.